# Улитинский сельский округ
Улитинский сельский округ — упразднённая административно-территориальная единица, существовавшая на территории Павлово-Посадского района Московской области в 1994—2006 годах.
Улитинский сельсовет был образован в первые годы советской власти. По данным 1919 года он входил в состав Игнатьевской волости Богородского уезда Московской губернии.
26 сентября 1921 года Игнатьевская волость была преобразована в Павлово-Посадскую волость.
В 1926 году Улитинский с/с включал деревни Гора, Улитино I и Улитино II.
В 1929 году Улитинский сельсовет вошёл в состав Павлово-Посадского района Орехово-Зуевского округа Московской области. При этом к нему были присоединены Евсеевский и Куровской с/с бывшей Павлово-Посадской волости и Щекутовский с/с бывшей Теренинской волости Орехово-Зуевского уезда.
13 ноября 1931 года к Улитинскому с/с было присоединёно селение Курово упразднённого Корневского с/с.
17 июля 1939 года к Улитинскому с/с был присоединён Назарьевский с/с (селения Назарьево и Стремянниково). Одновременно селение Курово было передано из Улитинского в Ковригинский с/с.
14 июня 1954 года к Улитинскому с/с был присоединён Ковригинский с/с.
22 июня 1954 года из Теренинского с/с в Улитинский было передано селение Бывалино.
3 июня 1959 года Павлово-Посадский район был упразднён и Улитинский с/с вошёл в Ногинский район.
1 февраля 1963 года Ногинский район был упразднён и Улитинский с/с вошёл в Орехово-Зуевский сельский район. 11 января 1965 года Улитинский с/с был возвращён в восстановленный Павлово-Посадский район.
28 января 1977 года центр Улитинского с/с был перенесён в селение Евсеево.
3 февраля 1994 года Улитинский с/с был преобразован в Улитинский сельский округ.
19 апреля 2001 года в Улитинском с/о было упразднено село Уползы.
18 октября 2002 года к Улитинскому с/о был присоединён Теренинский сельский округ.
В ходе муниципальной реформы 2004—2005 годов Улитинский сельский округ прекратил своё существование как муниципальная единица. При этом все его населённые пункты были переданы в сельское поселение Улитинское.
29 ноября 2006 года Улитинский сельский округ исключён из учётных данных административно-территориальных и территориальных единиц Московской области.